# I. šolska skupina (Slovensko domobranstvo)
I. bojna skupina je bila šolska bojna skupina (v moči bataljona), ki je delovala v sestavi Slovenskega domobranstva med drugo svetovno vojno.

## Zgodovina
Šolska skupina je bila ustanovljena decembra 1943 in bila februarja 1944 razpuščena.

## Poveljstvo
Poveljniki
- nadporočnik Branko Jan
- stotnik Rudolf Marn
- stotnik Jožef Derganc

## Sestava
- štab
- 1. šolska četa
- 2. šolska četa
- 3. šolska četa
- 4. šolska četa
- 5. šolska četa
- 6. šolska četa